# Kommunistisk Parti i Danmark
 Ikke at forveksle med Danmarks Kommunistiske Parti.
Kommunistisk Parti i Danmark (KPiD) er et dansk kommunistisk parti, der blev dannet i d. 9. november 1993 af en gruppe af udbrydere fra DKP[kilde mangler] som følge af det ideologiske opgør der fulgte efter Sovjetunionens sammenbrud.
KPiD blev forenet med DKP 3. september 2023.

## KPiD blev dannet
Mens DKP ved partiets kongres i 1990 valgte at forsøge et slags historisk opgør med sine bånd til Sovjetunionen og de tidligere kommunistiske regimer i Østeuropa, mente stifterne af KPiD ikke, der var nogen grund til sådan et opgør, eller en ændring i politikken. Stifterne af KPiD kunne heller ikke acceptere, at DKP gik i valgforbund med VS og SAP og i 1989 dannede Enhedslisten. Stifterne af KPiD gik derfor ud af DKP og organiserede sig under betegnelsen Kommunistisk Forum, men efter tre år skiftede de d. 7. november 1993 navn til Kommunistisk Parti i Danmark.

## Formand og -kvinder
Betty Frydensbjerg Carlsson var partiformand fra partiets stiftelse og frem til partikongressen i maj 2015, hvor hun valgte at træde tilbage og Arne Cheller blev valgt som ny formand. Efter at være enstemmigt genvalgt til landsledelsen på den 12. kongres i pinsen 2018 valgte formand Arne Cheller og andre landsledelsesmedlemmer dog få dage efter kongressen at forlade partiet. Rikke G.F. Carlsson blev derefter valgt til partiets nye formand.
Rækken af formand og -kvinder
1. Betty Frydensbjerg Carlsson (1993 - 2015)
2. Arne Cheller (2015 - 2018)
3. Rikke G.F. Carlsson (2019 - 2023)

## KPiD's seneste tid
Tidligere fandtes ungdomsbevægelsen KPiD-Ungdom, men senere var partiets ungdom organiseret i Danmarks Kommunistiske Ungdom.
KPiD blev forenet med DKP 3. september 2023. KPiD udgav månedsbladet Kommunist : organ for Kommunistisk Parti i Danmark. Efter genforeningen med DKP blev Kommunist det fælles blad, nu med undertitlen Organ for Danmarks Kommunistiske Parti.